# Gabriele Mainetti
Gabriele Mainetti, född 1976, är en italiensk filmregissör.
Hans långfilmsdebut, Lo chiamavano Jeeg Robot, vann åtskilliga David di Donatello-priser. Hans nästa film, Freaks Out, hade världspremiär vid filmfestivalen i Venedig 2021, där den deltog i tävlingen om Guldlejonet.

## Filmografi
- 2015 – Lo chiamavano Jeeg Robot
- 2021 – Freaks Out